# 鹿落坂
座標: 北緯38度14分59.4秒 東経140度52分3.6秒 / 北緯38.249833度 東経140.867667度鹿落坂（ししおちざか）は、日本の宮城県仙台市青葉区霊屋下と太白区向山にまたがる坂道で、経ヶ峯と広瀬川の間の急斜面にある。

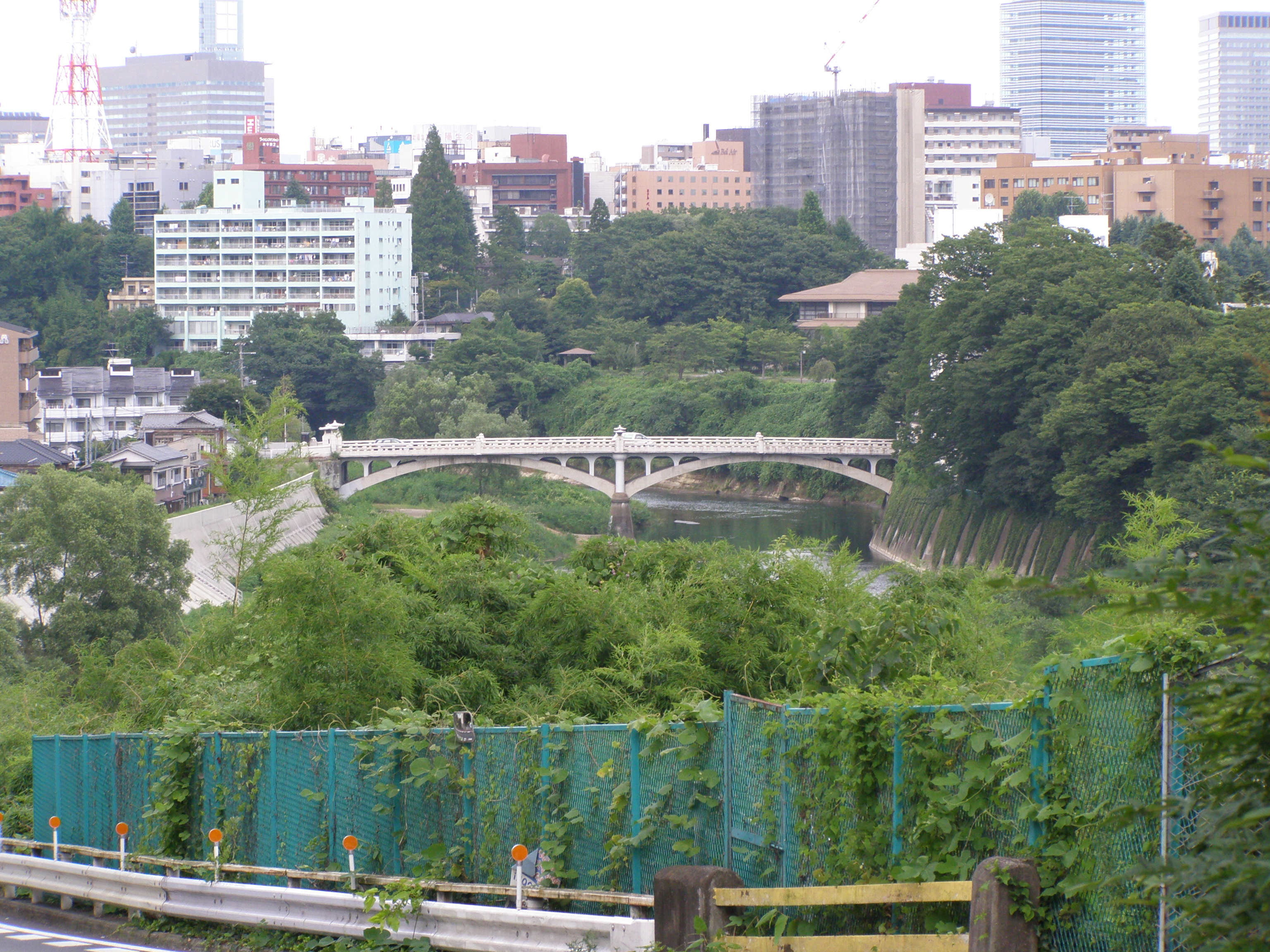
鹿落坂から見た広瀬川蛇行部（源兵衛淵）、霊屋橋、および、仙台市都心部（2007年8月）

中世の街道を通し、江戸時代には南西側から仙台城の城下町に入る脇道であった。現在は向山や八木山の郊外住宅地と仙台市都心部を結ぶ道として利用され、青葉区内が市道霊屋下米ケ袋線、太白区内が市道向山1号線として管理されている。

## 地理
南の仙台市太白区向山1丁目から、北にまっすぐ降りて霊屋下に至る坂である。東には広瀬川、西には経が峯があって、急傾斜、崖地となる。坂の長さは約300メートルほどで、片側1車線、計2車線ある。
広瀬川は仙台付近で右岸の丘陵地に張り付くように流れるので、多くの場所で右岸が高く左岸が低い。右岸の丘陵を開発してできた八木山および向山地区は、広瀬川に数十メートルの絶壁で臨み、左岸側との高低差が大きすぎて徒渉、渡船、架橋とも困難である。ところが仙台の南西では広瀬川が極端に蛇行する箇所があって、そうしたところでは蛇行の内側の袋状の地区が低い地形になっており、さしたる問題なく通行できる。左岸から出た袋状の地区は2つあってそれぞれ花壇と米ヶ袋といい、その間にあって右岸から突き出たのを霊屋下という。霊屋下は左岸より低く、霊屋橋と評定河原橋で仙台市都心部に通じている。
霊屋下と向山、八木山との通行のためには、袋の口にあたる場所に横たわる経ヶ峯が交通障害になる。昔は単純に山越えしたという伝えもあるが、中世のいつごろからか、東側の崖につけられた細い坂道をたどるのが常となっている。それが鹿落坂である。

## 地名の由来
八木山、向山方面から鹿が下りてくる坂ということで、鹿落坂と名づけられた。シシは鹿か猪のことであるため、原義としては猪もありうる。
江戸時代の地誌『仙台鹿の子』には、本来は「鹿下り坂というのを今世俗はししおち坂という」とある。しかし、郷土史家の三原良吉は仙台弁で「下りる」を「おちる」と発音することがあり、鹿落坂もその例だろうとしている。

## 歴史
江戸時代の地誌によれば、仙台が開ける前（16世紀以前）の主要道だった東街道（東海道、あずまかいどう）は、南から大窪谷地を通り、鹿落坂を下って霊屋下から米ヶ袋に渡ったと伝えられる。中世の街道が低湿地を避け、麓沿いや山間を回っていくのはよくあることである。
江戸時代の奥州街道は長町宿から長町橋（後の広瀬橋）を渡り、北西に折れて仙台に入った。下流部の平地を通る歩きやすい道である。鹿落坂を経由する道は脇道として利用された。鹿落坂の初見は貞享2年（1685年）の山林取り締まりの触れ書きである。
江戸時代初めには、旅行者は奥州街道から外れて別の道をたどってはならないという決まりがあったが、守られなかったようである。愛宕山に登って城下町を展望した旅行者は、その後鹿落坂を経由して仙台に入った。
明治末には二箇所で岩が突き出して歩きにくい道であった。1912年（大正元年）8月10日には足を踏み外して転落死する事故が起きた。戦中・戦後の燃料不足の時代、亜炭の採掘が盛んだったころは、この坂を馬に亜炭を載せて下る人が多かったという。
八木山や向山が住宅地として開発されてからは、通勤用の自動車が往来する道になった。